# Long Circular
Long Circular es una localidad de Trinidad y Tobago, que forma parte de la ciudad de Puerto España.

## Geografía
La localidad abarca parte de la isla Trinidad y limita al norte con Dibe-Belle Vue y Champ Elysees (ambas localidades pertenecientes a la región de Diego Martín), al sur con St. James y Federation Park, al este con Ellerslie Park y Federation Park y al oeste con Dibe-Belle Vue.

## Demografía
Datos demográficos de la localidad de Long Circular:
| Gráfica de evolución demográfica de Long Circular entre 2000 y 2011 |
|                                                                     |